# Луїс Бріон
Педро Луїс Бріон (ісп. Pedro Luis Brión, 6 липня 1782, Каракас — 27 вересня 1821, Кюрасао) — офіцер, учасник венесуельської війни за незалежність. Дослужився до звання адмірала військово-морських сил Венесуели та Республіки Колумбія.
За походженням бельгієць, похрещений як Філіпп Людовик Бріон. Син торговця П'єра Луї Бріона і Марі Детрокс. Його родичі прибули на Кюрасао в 1777 році. У 1794 році вони послали свого сина здобувати освіту в Нідерландах. Перебуваючи там, Бріон вступив на службу в армію Батавської республіки для боротьби з вторгненням англійців на півночі Нідерландів. Відзначився у битві при Бергені (19 вересня 1799 року) та в битві при Кастрикюмі (16 жовтня 1799 року). Попав в англійський полон, але був звільнений після укладення Алкмарської конвенції щодо обмежених полонених.
Після повернення на Кюрасао взяв активну участь у революційному русі на островах у вересні 1800 року. Невдовзі після його повернення острів був окупований англійцями. Бріон втік від британської влади в Об'єднані штати, де вивчав морську науку та комерцію.
Бріон повернувся на рідний острів у 1803 році й зайнявся бізнесом. З 1803 по 1806 рік він провадить різні дії, аби запобігти британському захопленню острова. Однак, англійці знову зайняли острів у 1807 році, і Бріон вирушив у вигнання на данський острів Сент-Томас, де знов зайнявся комерцією.
У 1813 році Бріон приєднався до руху за венесуельську незалежність і рік потому Симон Болівар зробив його капіталом фрегата. У 1815 році він вирушив до Англії, де придбав 24-пушечний корвет Дардо, за допомогою якого планував допомогти повстанцям Картахени. Повернувся з Боліваром на Гаїті. Невдовзі Бріон був підвищений до капітана і зібрав ескадру для експедицій до берегів Венесуели. 2 травня 1816 року забезпечив свою першу перемогу над іспанським флотом у битві при Лос-Фраїлес. У день перемоги він був проголошений адміністратором за ініціативою Болівара. Після того, як повстанці отримали контроль над островом Маргарита, кампанія була розповсюджена на Гуаяну (Венесуела).
3 серпня 1817 року Бріон відплив вгору по річці Ориноко з ескадрою і в битві біля Кабріана захопив 14 з 28 іспанських кораблів і 1500 полонених. Він звільнив Гуаяну 5 листопада 1817 року і був призначений президентом у Раду правління.
У 1819 році він прибув на Маргариту, де організував експедицію з 22 кораблів, щоб напасти на берег Нової Гранади, разом із сухопутними військами полковника Маріано Монтільї. Вони захопили порти і устя річки Магдалена, а також міста Барранкілья і Санта-Марта. Однак через конфлікт з Монтільєєм Бріон залишив свій флот в озері Маракайбо у 1821 році.
Бріон страждав від туберкульозу і з-за сугублення хвороби вирішив повернутися на свій рідний острів. Він умер там у 1821 році, наступного дня після свого прибуття. Бріон був похований у родовому маєтку. Пізніше його останки перезаховали в Національному пантеоні Венесуели (10 квітня 1882 року).